# Acanthopsis spathularis
Acanthopsis spathularis är en akantusväxtart som först beskrevs av Ernst Meyer, och fick sitt nu gällande namn av Schinz. Acanthopsis spathularis ingår i släktet Acanthopsis och familjen akantusväxter. Inga underarter finns listade i Catalogue of Life.